# Liste der Bürgermeister von Newark (New Jersey)

Das Siegel der Stadt Newark im US-Bundesstaat New Jersey.

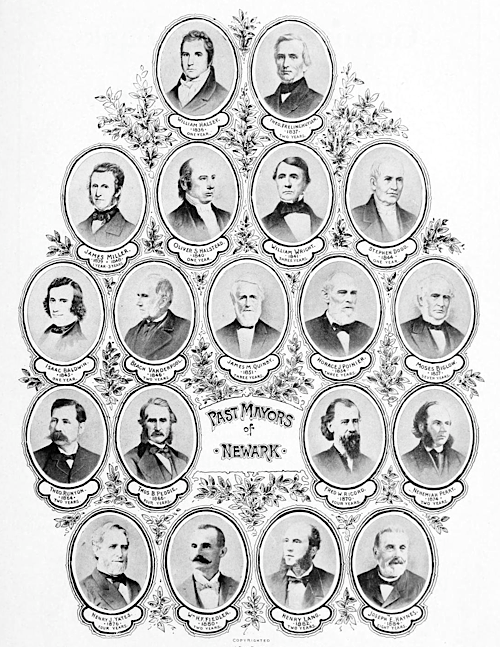
Diverse frühe Bürgermeister der Stadt; erstellt anlässlich des 250-Jahr-Jubiläums der ersten Ansiedlung im heutigen Newark (1916).

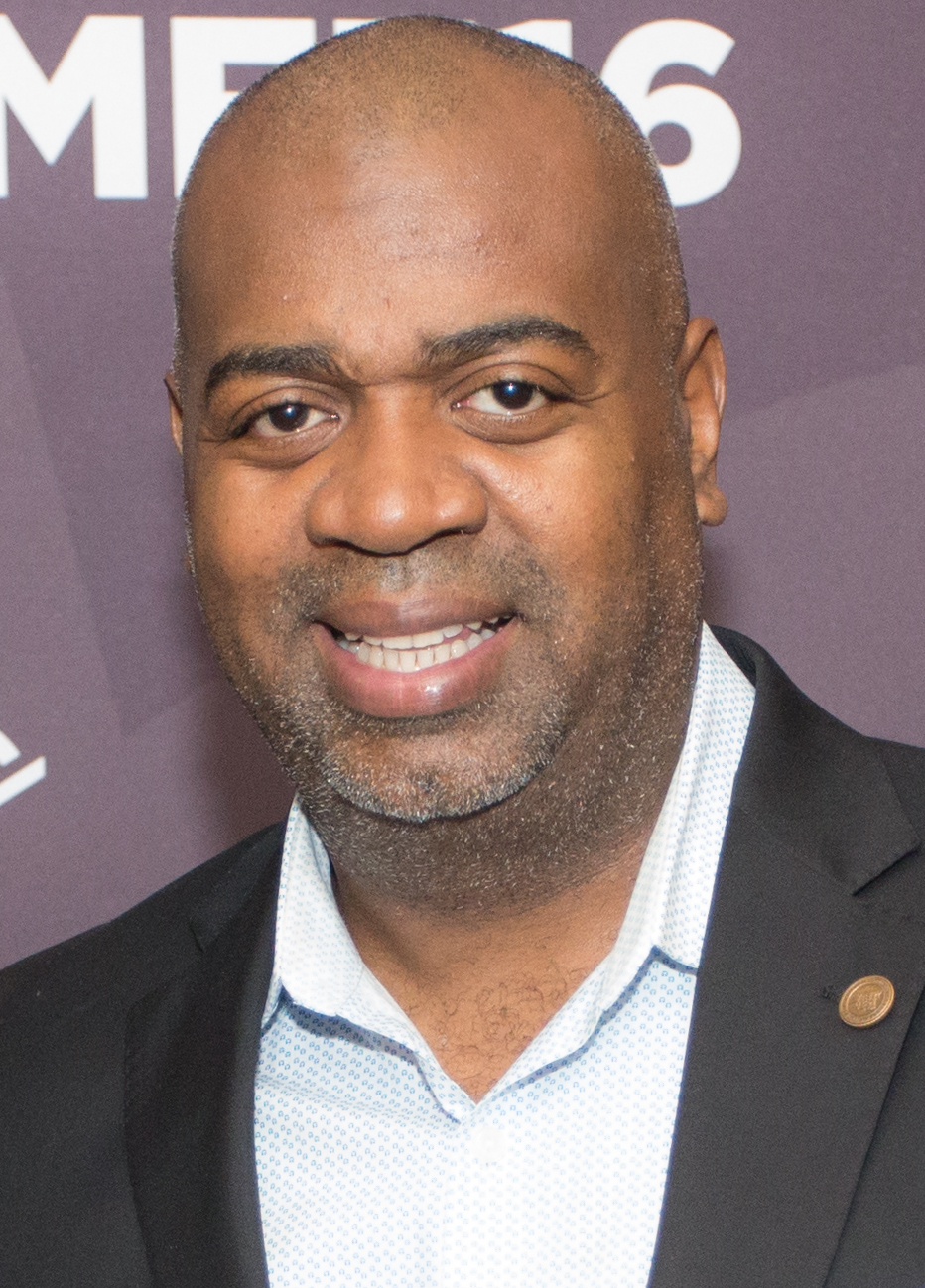
Der seit 1. Juli 2014 amtierende Bürgermeister Ras J. Baraka (2016)

Diese Liste führt alle Bürgermeister der Stadt Newark im US-Bundesstaat New Jersey seit der offiziellen Eingemeindung der Stadt im Jahre 1836 auf. Alle weiteren Personen an der Spitze von Newark, die vor 1836 agierten, werden hier nicht aufgelistet. Newark wurde offiziell im Jahre 1666 gegründet, wurde am 31. Oktober 1693 ein Township und wurde im Zuge einer Rechtsbehandlung der New Jersey Legislature am 21. Februar 1798 eine offizielle Gemeinde, ehe der Ort 1836 das Stadtrecht erhielt.
Die jeweilige Amtsperiode dauert vier Jahre, die Wahlen sind unparteiisch und werden am zweiten Dienstag im Mai abgehalten.
Der amtierende Bürgermeister ist der 1970 geborene Ras J. Baraka, der offiziell seit 1. Juli 2014 in seinem Amt ist.
Der am längsten amtierende Bürgermeister war Sharpe James, der von 1986 bis 2006 im Amt war, gefolgt von dessen Vorgänger Kenneth A. Gibson (1970–1986).
| Bürgermeister            | Amtszeit  |
| ------------------------ | --------- |
| William Halsey           | 1836–1837 |
| Theodore Frelinghuysen   | 1837–1838 |
| James Miller             | 1838–1840 |
| Oliver Spencer Halstead  | 1840–1841 |
| William Wright           | 1841–1843 |
| Stephen Dod              | 1844–1845 |
| Isaac Baldwin            | 1845–1846 |
| Beach Vanderpool         | 1846–1848 |
| James Miller             | 1848–1851 |
| James M. Quinby          | 1851–1854 |
| Horace J. Poinier        | 1854–1857 |
| Moses Bigelow            | 1857–1864 |
| Theodore Runyon          | 1864–1866 |
| Thomas Baldwin Peddie    | 1866–1870 |
| Frederick William Ricord | 1870–1874 |
| Nehemiah Perry           | 1874–1876 |
| Henry J. Yates           | 1876–1880 |
| William H. F. Fiedler    | 1880–1882 |
| Henry Lang               | 1882–1884 |
| Joseph Emmett Haynes     | 1884–1894 |
| Julius A. Lebkuecher     | 1894–1896 |
| James M. Seymour         | 1896–1903 |
| Henry Meade Doremus      | 1903–1907 |
| Jacob Haussling          | 1907–1915 |
| Thomas Lynch Raymond     | 1915–1917 |
| Charles P. Gillen        | 1917–1921 |
| Alexander Archibald      | 1921–1922 |
| Frederick C. Breidenbach | 1922–1925 |
| Thomas Lynch Raymond     | 1925–1928 |
| Jerome T. Congleton      | 1928–1933 |
| Meyer C. Ellenstein      | 1933–1941 |
| Vincent J. Murphy        | 1941–1949 |
| Ralph A. Villani         | 1949–1953 |
| Leo P. Carlin            | 1953–1962 |
| Hugh Joseph Addonizio    | 1962–1970 |
| Kenneth A. Gibson        | 1970–1986 |
| Sharpe James             | 1986–2006 |
| Cory Booker              | 2006–2013 |
| Luis A. Quintana         | 2013–2014 |
| Ras J. Baraka            | seit 2014 |